# 謝美伊·碧福特
謝美伊·碧福特（英語：Jermaine Beckford，1983年12月9日—），是一名英格蘭足球運動員 ，司職前鋒。
碧福特的爸爸是牙買加人，母親是格林納達人。

## 球員生涯
碧福特出身於車路士青訓，及後轉投石威德，碧福特在石威德有非常驚人的表現，上陣40次，一共為球隊轟入35球。
2006年3月15日，列斯聯在一眾競爭球會中，以4.5萬英鎊簽下了碧福特，首場上陣是在2006年3月迎戰水晶宮 ，及後，碧福特被外借至卡素爾，於2007年1月外借至斯肯索普，碧福特曾表示希望轉投斯肯索普 ，但被當時的列斯聯領隊丹尼斯·韋斯拒絕。
在2007/08年球季，碧福特攻入該季的第一球，助球隊4-1大勝修安聯 。及後，在列斯聯對諾定咸森林的賽事中，碧福特臨完場前的入球助球隊以2-1獲勝。
2007年10月11日，碧福特與列斯聯簽下3年合約，其後在1月轉會市場開啟後，當時英超球會打比郡表示希望碧福特加盟，列斯聯在2008年1月8日對外表明碧福特是不會出售的。
2008年3月2日，碧福特榮獲英甲年度最佳球員獎，另外，碧福特在外借至斯肯索普期間對洛達咸的入球亦成為英格蘭足球聯賽年度金球。
2009年5月21日碧福特以34個總入球獲得「英甲彪馬金靴獎」（Purma Golden Boot）。
2009年12月份的6場聯賽，碧福特射入4球，使他獲選該月「英甲每月最佳球員」。2010年1月3日在英格蘭足總盃面對超級聯賽球隊曼聯射進全場唯一入球，協助球隊自1982年起首次在奧脫福球場擊敗曼聯。但在賽前他已向球隊提出轉會要求，傳聞將會加盟英冠球會紐卡素。於季後約滿的碧福特在1月17日撤回轉會要求，留隊直到球季結束，全力為球隊完成升班任務。3月14日，他在「英格蘭聯賽頒獎禮」獲選為「英格蘭甲級聯賽年度最佳球員」。
2010年5月28日列斯聯提早解除與碧福特將於6月尾才屆滿的合約，5月31日，碧福特以自由身加盟英超球會愛華頓，簽約4年，效力期間在聯賽上陣34場及射入8球，惟一直未能成功融入球隊。
2011年8月31日於增加出價至400萬英鎊後，英冠球會莱斯特城成功羅致碧福特。
2012年9月28日，獲升上英冠作賽的哈特斯菲爾德成功向另一英冠球會莱斯特城借用碧福特至2013年1月。
2012年12月24日，碧福特獲莱斯特城同意繼續由哈特斯菲爾德借用至球季結朿。
2013年7月17日，英冠球會博尔顿成功向莱斯特城購入碧福特，轉會費金額沒有透露，合約為期兩年。

## 榮譽
斯肯索普
- 英格蘭甲級足球聯賽 冠軍：2006/07年

列斯聯
- 英格蘭甲級足球聯賽 亞軍：2009/10年

個人
- 英格蘭甲級足球聯賽年度最佳球員：2008年、2010年
- 英格蘭甲級足球聯賽年度最佳入球：2008年
- PFA年度最佳陣容：2008年

## 外部連結
- 足球数据库：謝美伊·碧福特的球员统计数据
- 謝美伊·碧福特於保頓官網簡歷
- 愛華頓官方 碧福特檔案
- leedsunited.com Player Profile
- football.co.uk Player Profile（页面存档备份，存于）
- Official Jermaine Beckford Fan Site